# Парламент Велике Британије
Парламент Велике Британије (енгл. Parliament of Great Britain) је основан 1707. године након ратификације Закона о унији у Парламенту Енглеске и Парламенту Шкотске. Законом је основано јединствено Краљевство Велика Британија, а засебни енглеске и шкотски законодавни органи су распуштени у корист јединственог парламента, који се налазио у бившем дому енглеског парламента у Вестминстерској палати, близу Града Лондона. Парламент је постојао скоро једно стољеће, све до ступања на снагу Закона о унији 1800. године када су Парламент Велике Британије и Парламент Ирске спојени у Парламент Уједињеног Краљевства 1. јануара 1801. године.